# Легія (хокейний клуб, Варшава)
«Легія» (пол. HUKS Legia Warszawa) — хокейний клуб із м. Варшава, Польща. Заснований у 1926 році, у 1950—1954 роках — ЦВКС (Варшава). Виступає в чемпіонаті I ліги. Домашні ігри команда проводить на льодовій арені «Зала Торвар II» (пол. Hala Torwar II, 5 000 глядачів). Офіційні кольори клубу чорний, білий і червоний.
Чемпіон Польщі (1933, 1951, 1952, 1953, 1954, 1955, 1956, 1957, 1959, 1961, 1963, 1964, 1967), срібний призер (1928, 1931, 1958, 1960, 1962, 1965, 1966), бронзовий призер (1929, 1930, 1949).
Найсильніші гравці різних років:
- воротарі: Генрик Пшездзецький, Валерій Косиль;
- захисники: Казімеж Ходаковський, Станіслав Ольчик, Генрик Бромович, Адольф Врубель, Роберт Гуральчик, Анджей Хованець, Богдан Гебчик;
- нападаники: Шимон Янічко, Юзеф Курек, Броніслав Гоштила, Мечислав Яскерський, Юзеф Мановський, Лешек Кокошка, Ян Стопчик, Богдан Дзюбінський, Лешек Яхна, Ришард Рухала.

Найбільших успіхів із клубом досяг тренер Мар'ян Єжак.